# Hollogne
Ne doit pas être confondu avec Grâce-Hollogne.
Hollogne est un village de la commune belge de Marche-en-Famenne située en Région wallonne dans la province de Luxembourg.
Avant la fusion des communes de 1977, Hollogne faisait partie de la commune de Waha.

## Situation
Hollogne est en réalité le prolongement sud-est de l'agglomération marchoise. Il est traversé par deux axes routiers importants et parallèles : les routes nationales 4 et 856. La plupart des habitations de la localité sont construites le long de la N.856 appelée rue de Bastogne ainsi qu'en bordure des rues qui s'y raccordent.
Hollogne avoisine les villages de Waha et Champlon-Famenne et se trouve à la limite de la Calestienne et de l'Ardenne. La Hedrée coule au sud du village dans un environnement de prairies et de bois.

## Activités
La localité compte de nombreux commerces, des restaurants, des chambres d'hôtes ainsi qu'une école communale.